# آبابسا
آبابسا (به لاتین: Ababsa) در الجزایر است که در استان الوادی واقع شده‌است.